# Munki Brain
Munki Brain è il nono album di studio del gruppo pop punk statunitense The Queers, pubblicato il 6 febbraio 2007 dalla Asian Man Records.

## Tracce
1. Overdue – 2:47
2. Houston, We Have a Problem – 2:09
3. I Don't Get It – 2:15
4. Duke Kahanamoku – 3:16
5. I Think She's Starting to Like Me – 1:45
6. Girl About Town – 2:24
7. What Ever Happened to Philthy Phil? – 1:45
8. I Can't Stay Mad at You – 2:15
9. Tangerine – 2:13
10. Something in My Heart – 2:58
11. I'm a Fool – 2:23
12. Monkey in a Suit – 2:18
13. Brian Wilson – 2:32

## Crediti[2]
- Joe Queer - chitarra, voce
- Philip Hill - basso, voce d'accompagnamento
- Lisa Marr - voce d'accompagnamento
- Mass Giorgini - produttore, ingegneria del suono, missaggio